# Boss DM-2
Boss DM-2 — це педаль ділею для гітари, яка вироблялась корпорацією Roland під торговою маркою Boss з 1981 року.
Після успіху компактної серії Boss вирішили зробити ділей у компактній формі, скільки старий ділей Boss DM-1 був доволі масивним. 
Ця педаль вироблялась небагато часу за мірками Boss, тому після припинення виробництво педаль швидко набрала ціну на вторинному ринку і деякий час була одною з найдорожчих педалей Boss на вторинному ринку.

## Історія
1981-й рік початок виробництва педалі. Педаль вироблялась в Японії.
1984-й рік кінець випуску DM-2. Була замінена на наступницю Boss DM-3.
2015-й рік випуск перевидання в серії Waza Craft, спочатку виробництво було у Тайвані та проінспектовані у Японії, але згодом виробництво було повністю перенесено у Японію.

## Конструкція
Ця педаль являє собою аналоговий ділей по типу “bucket brigade” з часом затримки від 20 мс до 300 мс. З початку виробництва плати випускались за технологією наскрізного монтажу.
За 3 роки випуску оригінальної педалі, її схему та компоненти встигнули оновити 3 рази.
З 2015-го року педаль була перевипущена в серії Waza Craft. Нова педаль повністю копіює оригінальний звук, але має додатковий режим роботи з збільшеним часом затримки від 40 мс до 800 мс. Також додано було вихід дірект аут, та вхід рейт, в який можна підʼєднати педіль експресії.

## Відомі гітаристи
- Дейв Ґрол
- Джон Фрушанте
- Курт Кобейн
- Джо Сатріані
- Кліфф Бертон
- Прінс
- Майк Маккріді
- Ґері Мур